# Víctor Farías
Víctor Ernesto Farías Soto (Santiago de Chile, 4 de mayo de 1940) es un filósofo chileno que ha estudiado a Martin Heidegger, la presencia de los nazis en Chile y la izquierda chilena. Ha sido criticado por sus pares por su falta de rigor y las acusaciones que ha realizado en contra de Salvador Allende y el Partido Socialista.

## Trayectoria académica
Se graduó en la Universidad Católica de Chile en Filosofía y Germanística en 1961. Continuó sus estudios en Friburgo, Alemania donde se doctoró en Filosofía. Durante su estadía en Alemania, estudió a pensadores alemanes como Martin Heidegger, Rainer Marten, y Eugen Fink. Farías vuelve a Chile en 1971 y retorna a Alemania después del golpe militar de 1973. Farías se convierte en investigador y profesor en la Universidad Libre de Berlín hasta 2006.[cita requerida]
En 1987, Farías publica el libro "Heidegger y el nazismo" que genera atención internacional y es publicado en 14 países. Durante este período publica estudios sobre Gabriel García Márquez y Jorge Luis Borges.[cita requerida]
Farías genera controversia en 2005 con la publicación del libro "Salvador Allende: Antisemitismo y eutanasia", en el cual estudia la tesis de grado de Allende, al que acusa de expresar ideas antisemitas y ser partidario del Partido Nazi alemán en sus ideas de esterilización de los discapacitados. Publicado en Chile, España, Francia y Brasil, desató polémica entre los admiradores de Allende que rechazaron las teorías de Farías; Julio Silva Solar lo acusa de tergiversar fuentes históricas y distorsionar relatos de Allende, sobre el cual Farías estaría obsesionado.
En 2006, Farías publica otro libro sobre el expresidente titulado "Salvador Allende: El fin del mito", en el cual publica nuevos documentos detallando las supuestas conexiones nazis con el Partido Socialista en los años 30 y las relaciones entre la Unión Soviética y el gobierno de Allende sobre la base de documentos de los archivos de la República Federal Alemana. Su libro Los documentos secretos de Salvador Allende. La caja de fondos en La Moneda trata de una serie de documentos supuestamente recuperados de una caja de fondos encontrada en el Palacio de La Moneda durante las obras de reconstrucción tras el bombardeo (1974), donde se detalla una serie de nexos entre el gobierno de la Unidad Popular con personajes como Oscar Squella y otros que detallarían el envío de armas por parte del embajador en EE. UU. Orlando Letelier a petición de Allende.[cita requerida]
Coincidiendo con los 40 años del golpe militar del 11 de septiembre de 1973, publicó Ricardo Lagos y el Chile Nuevo, donde analizando fuentes primarias (como son las tesis de pregrado y doctoral del expresidente) va determinando la evolución de su pensamiento político y económico. Inicialmente marxista, el cual servirá de base para el programa de gobierno de la Unidad Popular (justificando el inicio de una oleada de expropiaciones durante la Unidad Popular), también destaca su cambio de percepción frente a la economía de libre mercado en los ochenta, y algunas acciones meritorias como gobernante y que trascienden a su figura.[cita requerida]
Actualmente se desempeña como Profesor en la Universidad Andrés Bello en Santiago de Chile.[cita requerida]

## Publicaciones
| Título | Año  | ISBN                   |
| --- | ---- | ---------------------- |
| Los manuscritos de Melquíades | 1981 | ISBN 3-921600-11-1     |
| La estética de la agresión | 1984 |                        |
| Heidegger y el nazismo | 1987 | ISBN 978-849-2562-16-9 |
| Las Actas Secretas | 1994 | ISBN 84-7979-193-4     |
| La Izquierda Chilena. Documentos para el estudio de su línea estratégica (1969-1973)                                                           | 2001 | ISBN 978-393-2089-35-0 |
| Los Nazis en Chile (2 Tomos) | 2003 | ISBN 978-843-2208-49-2 |
| Salvador Allende Contra Los Judíos, Los Homosexuales Y Otros Degenerados                                                                       | 2005 | ISBN 84-89779-67-8     |
| Salvador Allende: Antisemitismo y eutanasia | 2005 | ISBN 956-8433-00-7     |
| Salvador Allende: El fin de un mito | 2006 | ISBN 956-8433-06-6     |
| Santa María de Iquique: la realidad de un mito                                                                                                 | 2007 | ISBN 978-956-8433-12-3 |
| La muerte del camaleón. La Democracia Cristiana Chilena y su Descomposición. Jacques Martitain, Eduardo Frei Montalva y el populismo Cristiano | 2008 | ISBN 978-956-8433-20-8 |
| Los documentos secretos de Salvador Allende. La caja de fondos en La Moneda                                                                    | 2010 | ISBN 978-956-8433-33-8 |
| Heidegger y su herencia. Los neonazis, el neofascismo y el fundamentalismo islámico                                                            | 2010 | ISBN 978-84-309-5018-8 |
| Ricardo Lagos y el Chile Nuevo | 2013 | ISBN 978-956-8433-41-3 |
| Los Nazis en Chile (versión refundida y actualizada)                                                                                           | 2015 | ISBN 978-988-142-590-4 |